# Kirkwood Mountain Resort
Kirkwood Mountain Resort, kortweg Kirkwood, is een wintersportgebied in de Sierra Nevada in de Amerikaanse staat Californië. Het bevindt zich meer bepaald in het gelijknamige gehucht op de grens van Amador en Alpine County.
Kirkwood is een van de grotere wintersportgebieden van Californië, strategisch gelegen in de streek aan de zuidkant van Lake Tahoe. Er kan geskied worden op zo'n 930 hectare hooggebergte. Er zijn 65 pistes en 15 skiliften. Ook in de zomermaanden, wanneer er niet geskied of gesnowboard kan worden, is Kirkwood open, namelijk voor bergwandelaars en mountainbikers.
Sinds 2012 is Kirkwood eigendom van Vail Resorts, dat ook eigenaar is van Heavenly Mountain Resort en Northstar California.

## Fotogalerij

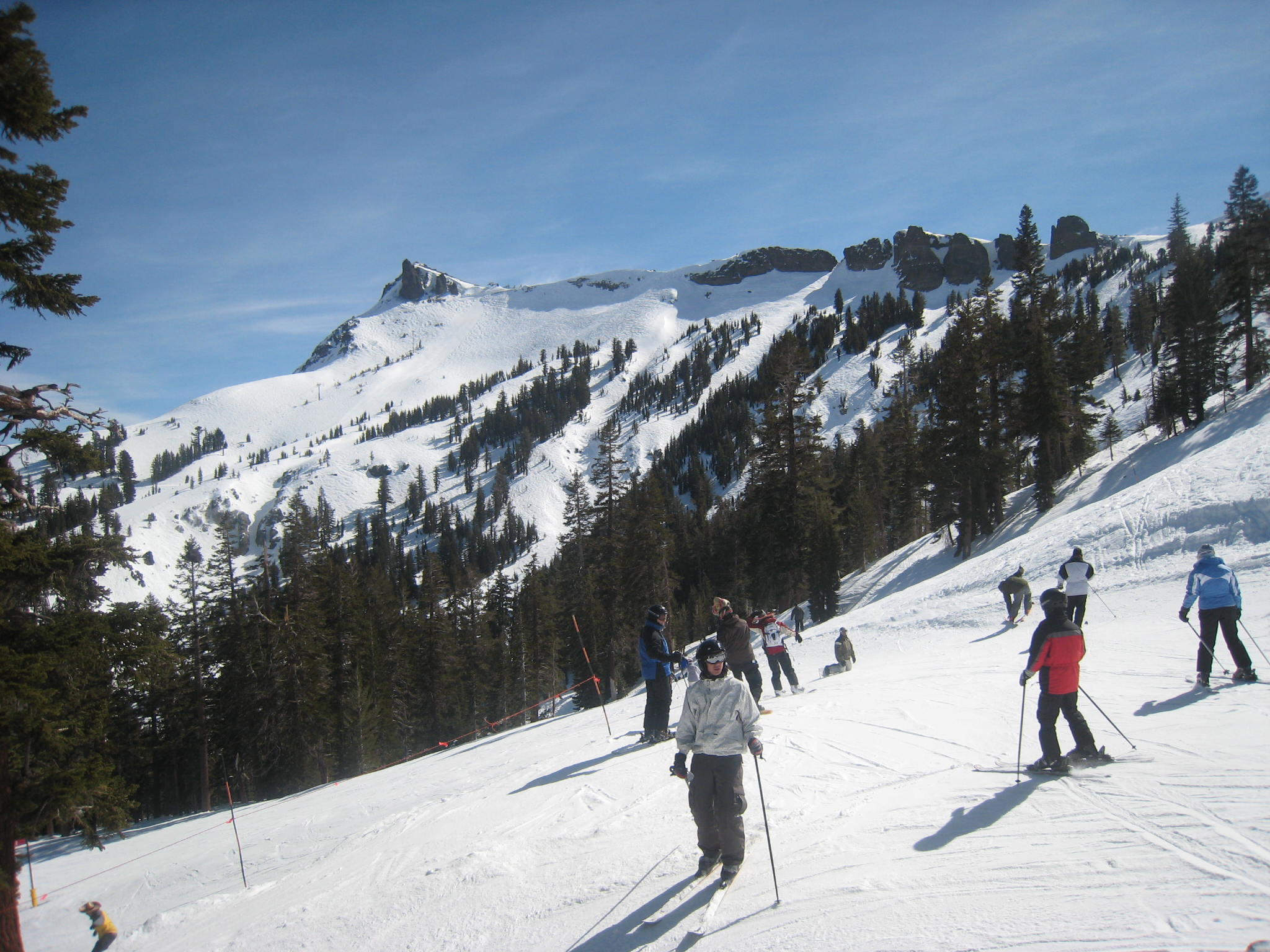
Skiërs op de piste
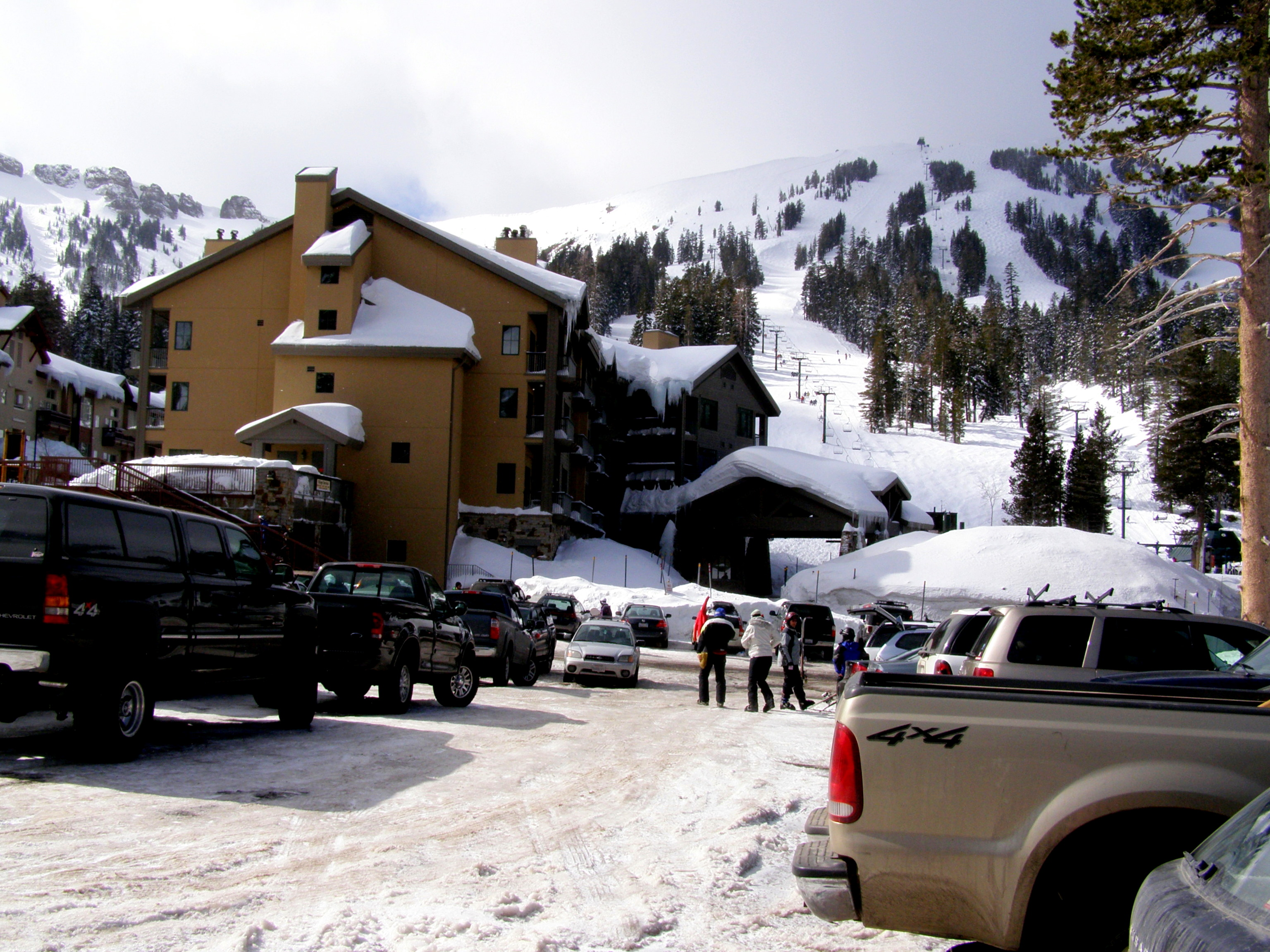
Logies in Kirkwood